# RISEBA Universität für Wirtschaft, Kunst und Technologie

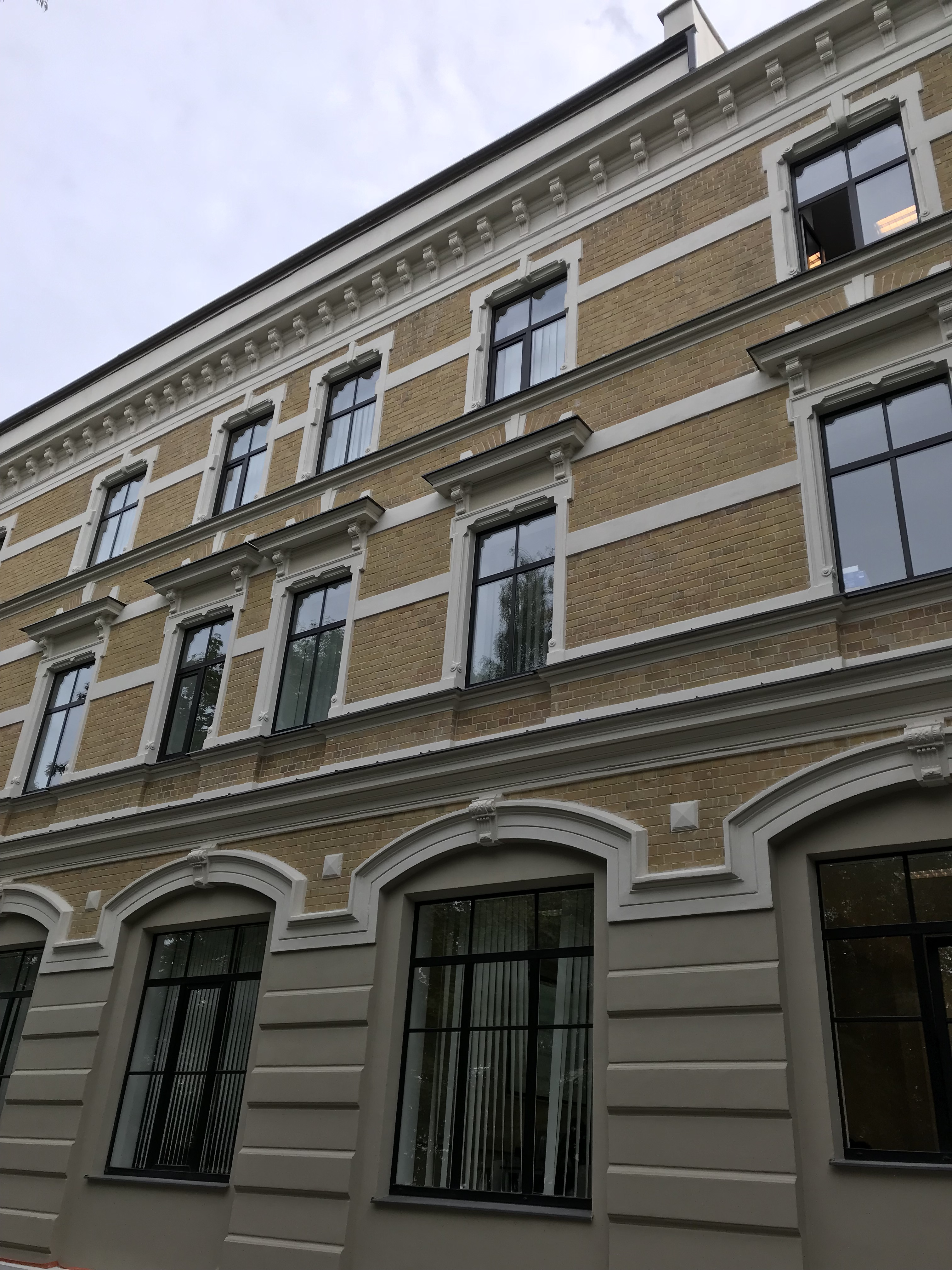
Hochschule für Angewandte Wissenschaften „RISEBA“.

Die RISEBA University of Applied Sciences (RISEBA; lettisch: Biznesa, mākslas un tehnoloģiju augstskola „RISEBA“) ist eine private, internationale Business School mit Sitz in Riga, Lettland. Bis April 2016 war sie als „Riga International School of Economics and Business Administration“ bekannt. Die Schule wurde 1992 gegründet. Ihre Studiengänge sind vom lettischen Ministerium für Bildung und Wissenschaft akkreditiert, von der Europäischen Stiftung für Managemententwicklung (EFMD) und von der Central and East European Management Development Association (CEEMAN).

## Studiengänge
RISEBA bietet Studiengänge in drei Abteilungen:
- School of Business mit Bachelor-, Master- und Doktorandenprogrammen in den Bereichen Wirtschaft und Management
- Hochschule für Medien und Kommunikation mit Bachelor- und Masterstudiengängen in Kunst und Kommunikation
- School of Architecture and Design mit einem Bachelor-Studiengang in Architektur

Bachelor-Studiengänge gibt es in den Fächern Architektur, Audiovisuelle Medienkunst, Wirtschaftspsychologie, Europäische Betriebswirtschaftslehre, Wirtschaft und Finanzierung von Start-ups, Public Relations und Werbemanagement, Betriebswirtschaft. Masterstudiengänge gibt es in den Fächern Architektur, Strategische Unternehmensführung, Neue Medien und Audiovisuelle Kunst, Big Data Analytics, Personalmanagement, Projektmanagement, International Business, Internationale Finanzen, Betriebswirtschaft, Managementpsychologie und Supervision, Public Relations und digitale Kommunikation, Gesundheitsmanagement, Sportmanagement. Promotionsstudiengänge werden für Business Management und Media Arts and Creative Technologies angeboten. Mehrere Studiengänge können auch im Fernstudium absolviert werden.

## Auszeichnungen
2016
- Aufgeführt im Ranking der "Eduniversal" International University and Business School, in der Kategorie 4 Palmes.
- Ausgezeichnet mit der Kategorie Silber im "Sustainability Index 2015".
- Auszeichnung "Praise Good Service" im Bereich Bildung und Lernen.
- Aufgeführt in den TOP10 der empfohlenen Bildungseinrichtungen "Prakse.lv".
- Auszeichnung "Praise Good Service" im Bereich Bildung und Lernen

2015
- Aufgeführt im Ranking der "Eduniversal" International University and Business School, in der Kategorie 3 Palmes.
- Verleihung der CEEMAN Re-Akkreditierung der europäischen Institutionen für die Qualität der Wirtschaftsausbildung.
- Aufgeführt in den TOP10 der empfohlenen Bildungseinrichtungen "Prakse.lv".

2014
- Das RISEBA Architektur- und Medienzentrum H2O 6 erhielt das Qualitätssiegel 2014 der Latvian Event Producers Association (LaPPA).
- Aufgeführt im Ranking der "Eduniversal" International University and Business School, in der Kategorie 3 Palmes.
- Aufgeführt in den TOP10 der empfohlenen Bildungseinrichtungen "Prakse.lv".

2013
- Aufgeführt im Ranking der "Eduniversal" International University and Business School, in der Kategorie 3 Palmes.

2008
- Verleihung der CEEMAN Re-Akkreditierung der europäischen Institutionen für die Qualität der Wirtschaftsausbildung.

2001
- Verleihung der CEEMAN Re-Akkreditierung der europäischen Institutionen für die Qualität der Wirtschaftsausbildung.[3]